# Bulbophyllum laciniatum
Bulbophyllum laciniatum es una especie de orquídea epifita  originaria de  	 Brasil.

## Descripción
Es una orquídea de pequeño tamaño, con hábitos epifita con los pseudobulbos agrupados, en ángulo, de color amarillo verdoso que llevan una sola hoja, apical, erecta, lineal, aguda, conduplicada y peciolada en la base. Florece en la primavera y el verano en una inflorescencia basal, erecta de 18 cm de largo, con 4 a 8  flores que se abren al mismo tiempo.

## Distribución y hábitat
Se encuentra en los estados de Paraná, Río de Janeiro, y Minas Gerais de Brasil y Paraguay en las elevaciones alrededor de 1.200 metros.   

## Taxonomía
Bulbophyllum laciniatum fue descrita por (Barb.Rodr.) Cogn. y publicado en Flora Brasiliensis 3(5): 609. 1902.
Etimología
Bulbophyllum: nombre genérico que se refiere a la forma de las hojas que es bulbosa.
laciniatum: epíteto latino que significa "con flecos".
Sinonimia
- Bulbophyllum laciniatum var. janeirense Cogn.
- Didactyle laciniata Barb.Rodr.[4][5]